# Champions de France de natation en bassin de 50 m du 4 × 50 m 4 nages
Le relais 4 nages s'effectuait en 1920 en dos, brasse, over arm stroke et nage libre.
| Championnats | Championnats                        | 4 × 50 mètres 4 nages messieurs | 4 × 50 mètres 4 nages messieurs | 4 × 50 mètres 4 nages messieurs | 4 × 50 mètres 4 nages messieurs | 4 × 50 mètres 4 nages messieurs |
| ------------ | ----------------------------------- | ------------------------------- | ------------------------------- | ------------------------------- | ------------------------------- | ------------------------------- |
| 1920         | Paris La Villette, Bassin Niclausse | SN Strasbourg                   |                                 |                                 |                                 | 2 min 44 s 8                    |
| 1921         | Strasbourg                          | SN Strasbourg                   |                                 |                                 |                                 | 2 min 28 s 0 RF                 |
| 1922         | Tourcoing                           | Enfants de Neptune de Tourcoing |                                 |                                 |                                 | 2 min 29 s 4                    |
| 1923         | Arras                               | Enfants de Neptune de Tourcoing |                                 |                                 |                                 | 2 min 28 s 2                    |
| 1924         | non disputé                         |                                 |                                 |                                 |                                 |                                 |
| 1925         | Paris Les tourelles                 | SN Strasbourg                   |                                 |                                 |                                 | 2 min 24 s 8                    |